# Glycorex Transplantation
Glycorex Transplantation AB är ett svenskt bioteknikföretag. Glycorex utvecklar och marknadsför produkter framför allt för att hindra att transplanterade organ stöts bort. Företagets produkt Glycosorb-ABO är ett kolhydratbaserat "filter" för blod. Det gör det möjligt att transplantera organ trots att givare och mottagare har olika blodgrupper, genom att mottagarens blod renas från de blodgruppspecifika antikropparna som kan ge problem. Andra produkter studeras, till exempel metoder för att ta fram blodplasma som kan ges till patienter oavsett vilken blodgrupp de har och metoder för att möjliggöra xenotransplantationer (från djur till människa). Företaget har sitt säte i Lund och är noterat på Nordic Growth Market sedan 2001.